# Rehimena striolalis
Rehimena striolalis là một loài bướm đêm trong họ Crambidae.